# The Kidnapped Conductor
The Kidnapped Conductor è un cortometraggio muto del 1912 diretto da Pat Hartigan e interpretato da Ruth Roland e Marshall Neilan.

## Produzione
Il film, prodotto dalla Kalem Company, fu girato in California, a Santa Monica.

## Distribuzione
Distribuito dalla General Film Company, il film - un breve cortometraggio di 150 metri - uscì nelle sale cinematografiche USA il 27 marzo 1912. Nelle proiezioni, veniva programmato con il sistema dello split reel, accorpato in un'unica bobina con un altro cortometraggio prodotto dalla Kalem, la commedia Outwitting Father.